# Pietre mobili

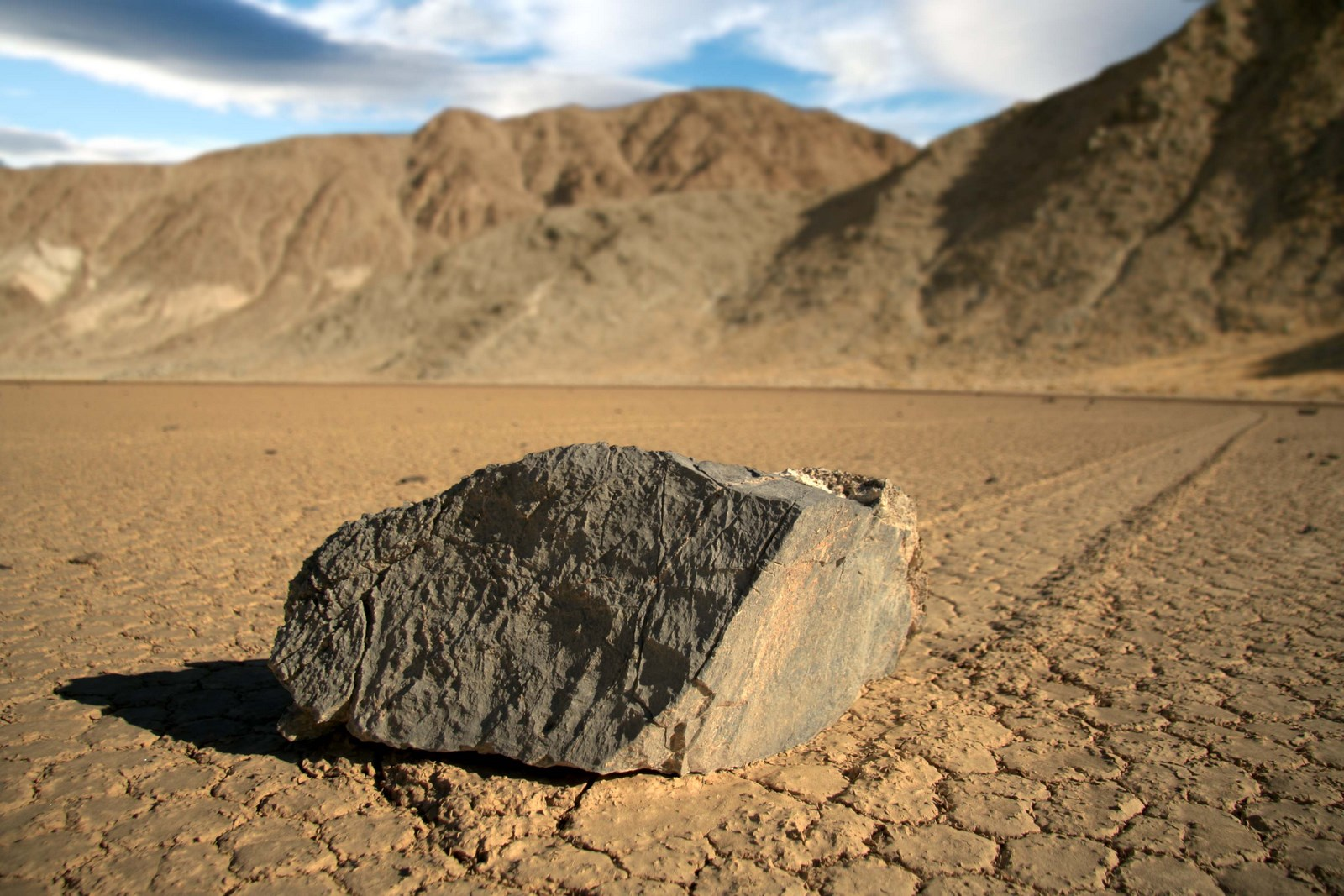
Una pietra mobile nella Racetrack Playa.

Le pietre mobili (in inglese sailing stones, sliding rocks o moving rocks) sono un particolare fenomeno geologico che consiste nel movimento di pietre per lunghi percorsi, senza l'intervento di uomini o animali, che ha luogo nella Racetrack Playa, un lago asciutto che si estende nella Valle della Morte, in California. Il meccanismo attraverso il quale ha luogo lo spostamento di tali pietre non è stato compreso a pieno per alcuni decenni fino a quando è stato dimostrato che le pietre vengono spinte dal ghiaccio, che si forma sulla superficie dell'acqua in caso di piogge, a sua volta mosso dall'azione del vento. Lo studio è stato pubblicato ad agosto 2014.

## Descrizione del fenomeno

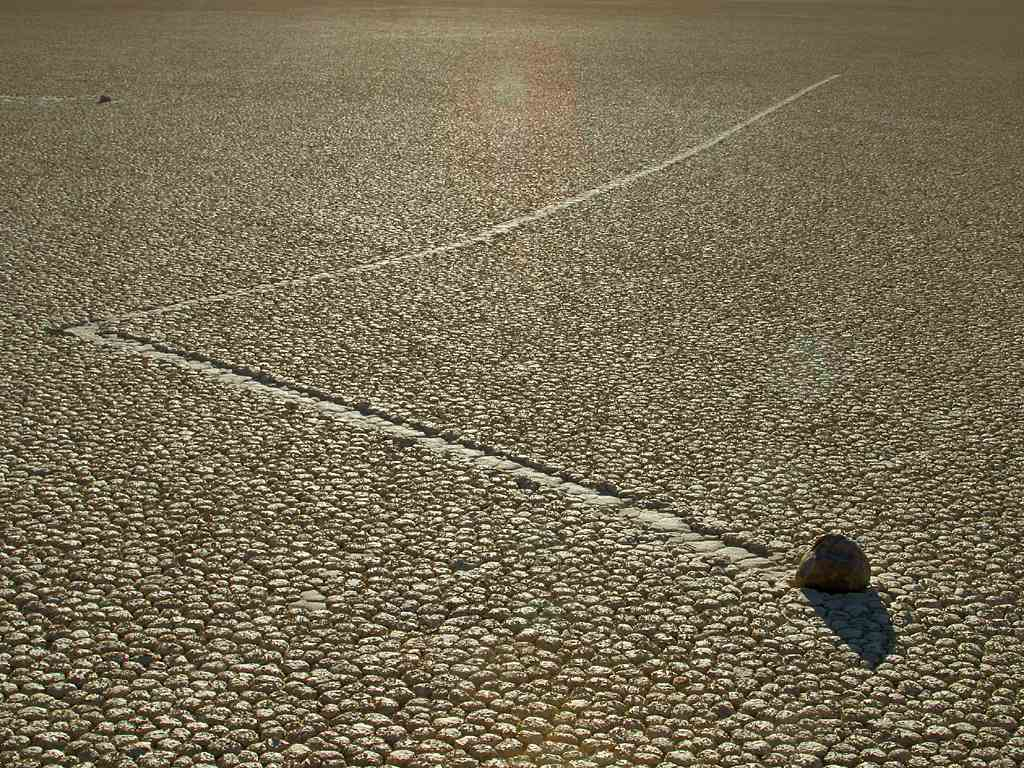
Percorso non rettilineo di una pietra mobile.

Lo spostamento delle pietre ha inizio in genere ogni 2-3 anni e può proseguire anche per 3-4 anni. Le pietre che presentano la parte inferiore ruvida compiono percorsi rettilinei, mentre le pietre che presentano la parte inferiore liscia tendono a deviare la loro traiettoria. Talvolta, durante il loro movimento, le pietre possono girarsi, offrendo al contatto con il suolo una faccia differente.
La lunghezza e la direzione dei percorsi sono abbastanza variabili: pietre che hanno iniziato il loro movimento contemporaneamente possono seguire percorsi differenti e pietre della stessa forma e dimensione possono percorrere distanze differenti.
Molte pietre mobili della Racetrack Playa iniziano il loro percorso da un alto pendio di dolomite scura a sud della valle, mentre altre pietre mobili sono costituite da rocce ignee provenienti da pendii vicini (molte delle quali sono formate da sienite rossiccia ricca di feldspati).
I solchi scavati dal movimento delle pietre hanno in genere una lunghezza che può variare da pochi metri fino a qualche decina, una larghezza variabile tra 8–30 cm e una profondità inferiore a 2,5 cm.

## Ricerche

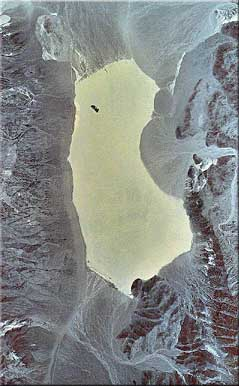
Il Racetrack Playa, dove ha luogo il fenomeno delle pietre mobili.

I geologi Jim McAllister e Allen Agnew registrarono il fenomeno delle pietre mobili nella Racetrack Playa nel 1948. Una descrizione più dettagliata del fenomeno fu fornita successivamente dai naturalisti del National Park Service e la rivista Life dedicò un servizio fotografico al fenomeno.
Secondo il geologo George M. Stanley, che nel 1955 pubblicò uno studio in proposito, l'azione del vento non sarebbe da sola in grado di muovere le pietre (alcune pesano infatti più di un uomo), per cui ha ipotizzato che lo spostamento sia agevolato dalla formazione di un sottile strato di ghiaccio.
Nel maggio del 1968, Bob Sharp e Dwight Carey iniziarono un programma di monitoraggio dei movimenti di 30 pietre mobili della Racetrack Playa, durato sette anni, nel quale ogni pietra monitorata fu identificata da un nome.
La più piccola ("Nancy" o "pietra H") aveva un diametro di 6,35 cm, mentre la più grande pesava 36 kg. Fu monitorata anche una pietra di 320 kg ("Karen" o "pietra J"), che però non subì movimenti durante tutto il periodo di monitoraggio.
Alla fine del programma fu osservato che 28 delle 30 pietre monitorate avevano continuato il percorso già iniziato prima del monitoraggio: la distanza cumulativa più lunga, pari a 262 m, era stata percorsa da "Nancy" (o "pietra H"), la più piccola del gruppo.
Dalle ricerche svolte nel 1995 da alcuni fisici è stato evidenziato che, nelle zone in cui avviene il fenomeno, il vento può raggiungere i 145 km/h durante le tempeste invernali e ciò sarebbe la causa dell'inizio del moto delle pietre, che sarebbe successivamente sostenuto da venti di velocità più moderata (infatti, la forza necessaria per mantenere il moto delle pietre equivale a metà di quella necessaria per dare avvio al loro movimento).
In uno studio pubblicato nell'agosto 2014 alcuni ricercatori hanno documentato, tramite GPS e fotografie a passo uno, un movimento di oltre 60 rocce avvenuto il 10 dicembre 2013, alcune delle quali hanno percorso 224 metri in successivi movimenti fino al gennaio 2014.  Secondo lo studio non sono i venti più forti a spostare le pietre, ma venti deboli che spostano sottili lastre di ghiaccio in fusione fluttuanti sul fango insieme alla pietra.